# Microcharon rouchi
Microcharon rouchi là một loài chân đều trong họ Microparasellidae. Loài này được Coineau miêu tả khoa học năm 1968.